# Torneo de Chengdú 2017
El Chengdu Open 2017 fue un torneo de tenis jugado en canchas duras. Fue la 2.ª edición del Chengdu Open, y formó parte de la ATP World Tour 250 series del 2017. Se llevó a cabo en el Sichuan International Tennis Center en Chengdú, China, del 25 de septiembre al 1 de octubre de 2017.

## Distribución de puntos
| Modalidad            | Campeón | Finalista | Semifinales | Cuartos de final | 2ª ronda | 1ª ronda | Clasificados | 2ª ronda de clasificación | 1ª ronda de clasificación |
| Individual masculino | 250     | 165       | 100         | 50               | 25       | 0        | 13           | 7                         | 0                         |
| Dobles masculino     | 250     | 150       | 90          | 45               | 20       | 0        | -            | -                         | -                         |

## Cabezas de serie

### Individuales masculino
| Tenista        | Ranking | Preclasificado |
| Dominic Thiem  | 7       | 1              |
| Albert Ramos   | 25      | 2              |
| Karen Jachanov | 32      | 3              |
| Andréi Rubliov | 37      | 4              |
| Yūichi Sugita  | 42      | 5              |
| Kyle Edmund    | 45      | 6              |
| Viktor Troicki | 47      | 7              |
| Leonardo Mayer | 53      | 8              |

- Ranking del 18 de septiembre de 2017.[2]

### Dobles masculino
| Tenista                               | Ranking | Preclasificada |
| Olivier Marach Mate Pavić             | 39      | 1              |
| Julio Peralta Michael Venus           | 49      | 2              |
| Marcin Matkowski Aisam-ul-Haq Qureshi | 61      | 3              |
| Santiago González Nenad Zimonjić      | 77      | 4              |

## Campeones

### Individual masculino
Denis Istomin venció a  Marcos Baghdatis por 3-2, ret. 

### Dobles masculino
Jonathan Erlich /  Aisam-ul-Haq Qureshi vencieron a  Marcus Daniell /  Marcelo Demoliner por 6-3, 7-6(7-3)